# Мимох Чакраборти
Мимох Чакраборти (хинди मिमोह चक्रवर्ती; род. 30 июля 1984, Бангалор) — индийский актёр.

## Биография
Махаакшай родился в знаменитой семье: его отец — легендарный индийский актёр Митхун Чакраборти, а мать — актриса 70-х годов Йогита Бали. У него также есть два младших брата — Ушмей (Римох), начинающий сценарист и режиссёр, который работает в Голливуде, и Намаши, начинающий актёр — и приёмная сестра Дишани. Звезда хинди фильмов 50-х годов Гита Бали является его двоюродной бабушкой со стороны матери. Двоюродный дядя Адитья Радж Капур, сын Гиты и Шамми Капура, — актёр и режиссёр. В июле 2018 года Махаакшай женился на актрисе Мадалсе Шарме, дочери актрисы Шилы и продюсера и режиссёра Субхаша Шармы.

## Карьера
В середине 2000-х годов несколько раз пробовал начать карьеру в кино, но по каким-то причинам фильмы с его участием не выходили в прокат. Дебютом Мимоха стала картина 2008 года «Джимми». Хоть она и провалилась в прокате и получила негативные отзывы критиков, игра самого Чакраборти принесла ему номинацию на Filmfare Award за лучший дебют. В 2011 году снялся в коммерчески успешном фильме ужасов «Дом призраков 3D». Последующие проекты не имели успеха ни у зрителей, ни у критиков.

## Интересные факты
- Домашнее и сценическое имя Мимох ему дал отец в честь двух своих любимых знаменитостей: Mi — Майкл Джексон и Moh — Мухаммед Али.
- С 2010 года является генеральным директором сети отелей «Монарх» своего отца.

## Фильмография
| Год  |   | Русское название | Оригинальное название    | Роль                                 |
| ---- | - | ---------------- | ------------------------ | ------------------------------------ |
| 2008 | ф | Джимми           | Jimmy                    | Джасминдер Кумар Пушп, диджей Джимми |
| 2011 | ф |                  | Murderer                 | Рокки                                |
| 2011 | ф | Дом призраков 3D | Haunted – 3D             | Рехан                                |
| 2011 | ф | Краденные деньги | Loot                     | Уилсон                               |
| 2012 | ф |                  | Tukkaa Fitt              |                                      |
| 2013 | ф | Рокки            | Rocky                    | Рокки                                |
| 2013 | ф | Враг             | Enemmy                   | Мадхав Синха                         |
| 2015 | ф | Река любви       | Ishqedarriyaan           | Агам Диван                           |
| 2021 | ф |                  | Main Mulayam Singh Yadav | Шив Пал Ядав                         |
| 2021 | ф |                  | Jogira Sara Ra Ra        |                                      |